# Bozkurt (Kastamonu)
Bozkurt ist eine Stadt und Hauptort des gleichnamigen Landkreises in der Provinz Kastamonu im Norden in Nordanatolien. Die Stadt liegt etwa 2,5 km von der Schwarzmeerküste entfernt. Zur Provinzhauptstadt sind es etwa 65 km. Bozkurt befindet sich im Tal des Flusses Abana Deresi, der bei Abana ins Meer mündet. Bozkurt wurde 1952 zur Belediye (Gemeinde) erhoben.
Der Landkreis wurde 1968 gebildet und erstreckt sich von der Küste bis tief ins Bergland des Küre Dağları. Neben der Kreisstadt (2020: 58,6 % der Kreisbevölkerung) bestand der Kreis Ende 2020 aus 32 Dörfern (Köy) mit durchschnittlich 124 Bewohnern. Das Spektrum der Einwohnerzahlen reicht von 395 (İlişi) bis 22 (Güngören). Die Bevölkerungsdichte ist höher als der Provinzdurchschnitt (von 28,8 Einw. je km²).